# Трибутные комиции
Трибутные комиции (лат. comitia tributa) — один из видов народного собрания в Древнем Риме. В раннюю эпоху проводились как плебейские собрания по трибам (территориальным округам), которые созывались на Капитолии, Форуме или Марсовом поле. Со II века до н. э. трибутные комиции стали основными.

## Виды трибутных комиций
Существовало три вида трибутных комиций:
1. Consilia plebis tributa — чисто плебейские собрания, проводились под председательством плебейских магистратов (плебейского трибуна или эдила). Постановления concilia plebis tributa назывались лат. plebiscita (плебисцит). По законам 449 года до н. э. (Закон Валерия и Горация), 339 года до н. э. (Закон Публия Филона) и 287 года до н. э. (Закон Гортензия) плебисциты стали иметь силу законов для всех граждан, независимо от происхождения. До того они были обязательны лишь для плебеев. Concilia plebis tributa стали собственно полноправным видом народных собраний с 471 года до н. э., когда стали избирать плебейских трибунов. На этих комициях избирались и плебейские эдилы.
2. Comitia tributa — патрициано-плебейские собрания. Патриции начали принимать активное участие в работе трибутных комиций после 471 года до н. э., после расширения прав последних. Проводились под председательством консула или претора — высших магистратов, первоначально избиравшихся только из патрициев. Постановления comitia tributa назывались лат. populuscita или лат. leges — законы. В comitia tributa избирали квесторов и курульных эдилов. Обладали эти собрания и судебной властью — в них рассматривались дела, влекшие за собой штраф.
3. Contio — сходка. Это было просто собрание плебеев, на котором не принимались никакие постановления. На сходках заслушивались сообщения магистратов, народ совещался между собой, но голосования не происходило. Данный вид комиций, в силу своей специфичности, просуществовал в Риме дольше всех остальных — институт contio был широко распространен в римской императорской армии и зачастую именно на таких армейских собраниях в эпоху Империи императоры обретали легитимность[1].

## Процедура голосования
Голосование в трибутных комициях было таким же, как и в куриатных или центуриатных. Созывать комиции могли только магистраты. Повестка и дата собрания обсуждались заранее, тексты законопроектов, имена кандидатов предварительно публиковались (выставлялись на форуме). Комиции собирались в определённые дни — лат. dies comitales, такими днями считались дни перед календами и большинство из дней, предшествовавшие идам.
Собрание начиналось (кроме consilia plebis tributa) с ауспиций, после чего объявлялся вопрос, и, без какого-либо обсуждения, начиналось голосование. В ранний период оно было устным и открытым. Со второй половины II в до н. э. голосование стало закрытым и письменным (Закон Габиния 139 г. до н. э. — для выборов, закон Папирия 131 г до н. э. — для законов). При письменном голосовании на табличках писалось «UR» (лат. uti rogas — «так, как ты предлагаешь» — формула согласия) или «А» (лат. antiquo — «отклоняю», знак несогласия), а на выборах — имена кандидатов.
При голосовании на Марсовом поле (где обычно проходили избирательные комиции) человек входил в одно из 35 (по числу триб) закрытых помещений (которые назывались «оградами» или «загонами»). Триба определяла свой голос независимо от того, сколько её членов явилось для голосования. Если голосование проходило на Капитолии или Форуме (законодательные и судебные комиции), то (из-за ограниченности пространства) устанавливалась очередность голосования триб в одном «загоне». Сначала голосовали в трибах, потом подсчитывали число триб, проголосовавших «за» или «против». Абсолютное большинство давали 18 триб (общее их количество — 35, 4 городских и 31 сельская). После того, как «за» или «против» набиралось больше 18, голосование прекращалось.